# 鵜木伸哉
鵜木 伸哉（うのき しんや、1996年10月16日 - ）は、タレント。
ジュネスに所属。
血液型はAB型。趣味は食べること、特技は、相撲、野球などスポーツが中心。主にバラエティー番組に出演し、「おはスタ」や「タモリのジャポニカロゴス」や「ミラクル☆シェイプ」などに出演。
小島あやめと佐々木彩夏はおはキッズでの同期で、同学年である。

## 主な出演

### テレビドラマ
- 愛の迷宮（東海テレビ）

### バラエティ
- おはスタ（2005年 - 2007年、テレビ東京）
- タモリのジャポニカロゴス（2005年、フジテレビ）
- ミラクル☆シェイプ（日本テレビ）
- シャキーン!（NHK教育）

### 映画
- ブタがいた教室（2008年） - 榎木伸哉 役

## CM
- ヒーリーズ「KIDSステーション」ローラーシューズ

## エピソード
- 食べているときが一番幸せなせいか『おはスタ』出演時にも食べ物の名前をよく言うことが多かった。